# Pablo Sexto (canton)
Pablo Sexto est un canton d'Équateur situé dans la province de Morona-Santiago. Son chef-lieu porte également le nom de Pablo Sexto.